# جری کنلی
جری کنلی (به انگلیسی: Gerry Connolly) (۳۰ مارس ۱۹۵۰ – ۲۱ مه ۲۰۲۵) نمایندهٔ حوزه انتخابیه یازدهم ویرجینیا از حزب دموکرات ایالات متحده آمریکا در مجلس نمایندگان ایالات متحده آمریکا از ۲۰۰۹ تا زمان مرگش در سال ۲۰۲۵ بود